# Agnes Cleve-Jonand

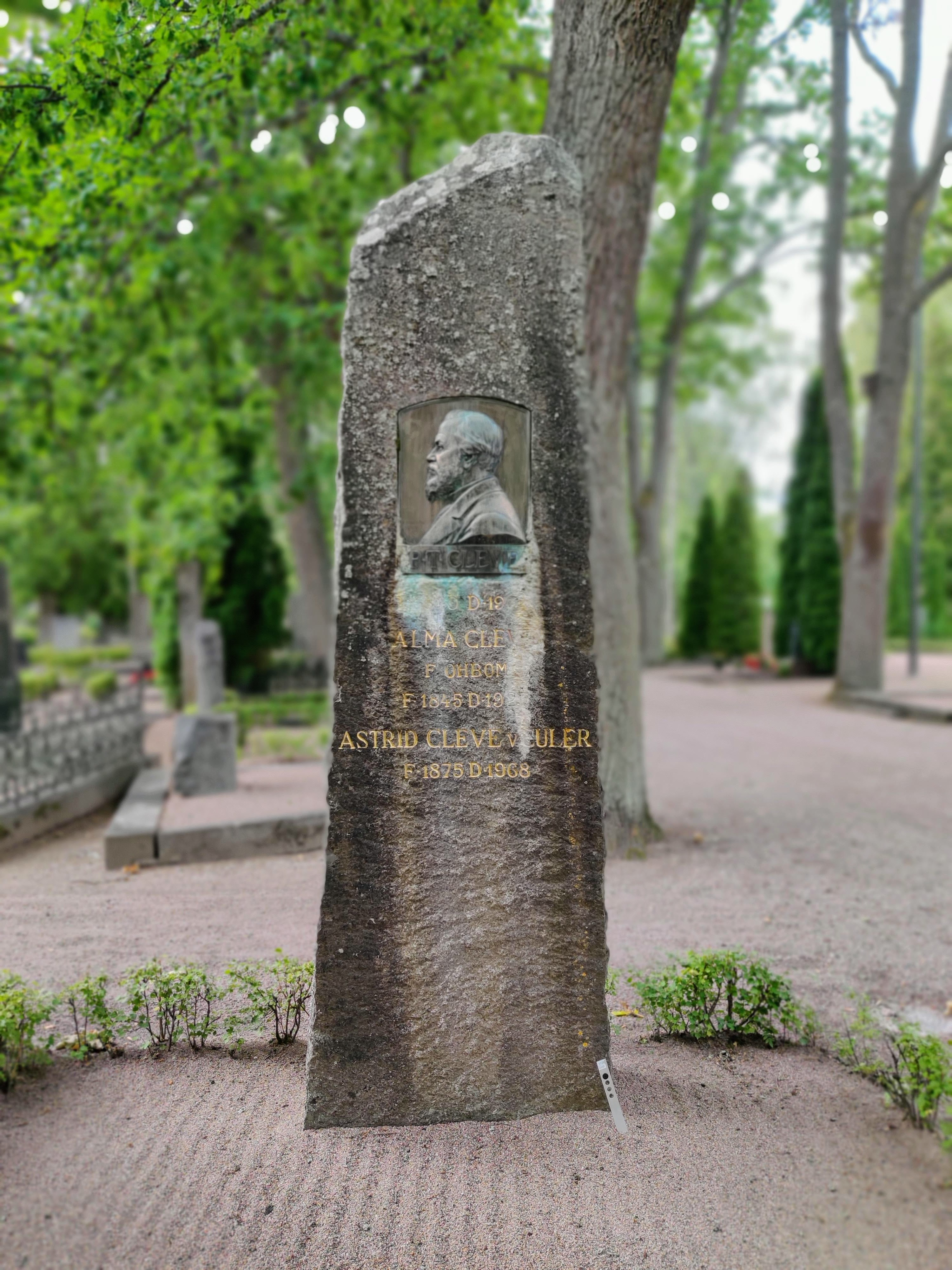
Familjen Cleves gravvård på Uppsala gamla kyrkogård

Agnes Cleve-Jonand, ofta enbart Agnes Cleve, folkbokförd Agnes Elisabet Jonand, född Cleve den 23 augusti 1876 i Uppsala, död den 26 maj 1951 i Jakobs församling i Stockholm, var en svensk bildkonstnär och en av modernismens pionjärer i Sverige.

## Biografi

### Uppväxt och utbildning
Agnes Cleve-Jonand föddes i Uppsala som dotter till professor Per Teodor Cleve och författaren Alma Cleve, ogift Öhbom, samt syster till Astrid Cleve och Célie Brunius. Cleve-Jonand genomgick flickskola i Uppsala och efter studentexamen 16 år gammal studerade hon sedan på Högre konstindustriella skolan i Stockholm.
Hon var 1901–1912 gift med advokaten Ernst Lindesjöö (1869–1934), med vilken hon hade två barn. Hon var under några år bosatt i Göteborg och studerade periodvis på Valands konstskola för bland andra Carl Wilhelmson. Efter en uppslitande skilsmässa  reste Agnes Cleve-Jonand till Paris 1913 och studerade för Henri Le Fauconnier på Académie de la Palette och för André Dunuyer.

### Fortsatt vuxenliv
Från 1915 var hon gift med konstnären John Jon-And, som hon träffade på Valand. Paret Jon-And bodde i Stockholm och senare i Bohuslän. Familjens sommarnöje Källviken vid Gullmarsfjorden i Bohuslän blev en samlingspunkt för konstnärer. Där vistades det rysk-tyska konstnärsparet Vasilij Kandinskij och Gabriele Münter, med vilka kontakter knutits redan under Paris-tiden. Bägge var medlemmar i den tyska konstnärsgruppen Der Blaue Reiter, vilken anses ha påverkat Agnes Cleve-Jonand och John Jon-And.
Familjen var under en period bosatt i USA. Maken avled 1941.

### Konstnärlig verksamhet
Agnes Cleve-Jonand debuterade på en utställning på Gummesons konstgalleri i Stockholm 1917, tillsammans med maken. Hennes första separatutställning var 1929, också på Gummesons.
Cleve-Jonand förenar i sitt måleri kubism med expressionism; hon använder ett kubistiskt perspektiv och kolorit från Matisse. I motivkretsen finns porträtt, stadsbilder och västkustmotiv. Hon är representerad bland annat i Moderna museet, Nationalmusei handteckningssamlingar, Göteborgs konstmuseum, Norrköpings konstmuseum, Gävle museum, Uppsala konstmuseum och i konstmuseet i Skövde.
Agnes Cleve-Jonand och hennes make John Jon-And ligger begravda på Uppsala gamla kyrkogård.